# Jedenspeigen
Jedenspeigen je městys v Rakousku ve spolkové zemi Dolní Rakousy v okrese Gänserndorf.

## Geografie

### Geografická poloha
Jedenspeigen se nachází ve spolkové zemi Dolní Rakousy v regionu Weinviertel. Rozloha území městyse činí 23,19 km², z nichž 8,1 % je zalesněných.

### Doprava
Územím městyse prochází Zemská silnice B49. Souběžně s ní tudy také vede železniční trať, na které jsou dvě vlakové stanice.

### Části obce
Území městyse Jedenspeigen se skládá ze dvou částí (v závorce uveden počet obyvatel k 1. 1. 2017):
- Jedenspeigen (667)
- Sierndorf an der March (403)

### Sousední obce
- na severu: Drösing
- na východu: Malé Leváre (SK), Gajary (SK)
- na jihu: Dürnkrut
- na západu: Zistersdorf

## Politika

### Obecní zastupitelstvo
Obecní zastupitelstvo se skládá z 19 členů. Od komunálních voleb v roce 2015 zastávají následující strany tyto mandáty:
- 13 ÖVP
- 6 SPÖ

### Starosta
Nynějším starostou městyse Jedenspeigen je Reinhard Kridlo ze strany ÖVP.

## Osobnosti
- Josef Wille politik